# Suchá nad Parnou
Suchá nad Parnou es un municipio del distrito de Trnava en la región de Trnava, Eslovaquia, con una población estimada a final del año 2024 de 2328 habitantes.
Se encuentra ubicado en el centro de la región, cerca del río Váh (cuenca hidrográfica del Danubio) y de la frontera con la región de Bratislava.

## Demografía
| Año        | 1994 | 2004     | 2014     | 2024     |
| ---------- | ---- | -------- | -------- | -------- |
| Población  | 2241 | 1738     | 2041     | 2328     |
| Diferencia |      | −22,44 % | +17,43 % | +14,06 % |

| Año        | 2023 | 2024    |
| ---------- | ---- | ------- |
| Población  | 2296 | 2328    |
| Diferencia |      | +1,39 % |